# Tournoi de tennis de Stowe
Le tournoi de Stowe (Vermont, États-Unis) est un tournoi de tennis professionnel masculin du circuit ATP qui a été organisé de 1978 à 1983. 

## Palmarès messieurs

### Simple
| No | Date       | Nom et lieu du tournoi     | Catégorie | Dotation | Surface    | Vainqueur       | Finaliste      | Score         |  |
| -- | ---------- | -------------------------- | --------- | -------- | ---------- | --------------- | -------------- | ------------- |  |
| 1  | 14-08-1978 | , Stowe                    |           | 75 000 $ | Dur (ext.) | Jimmy Connors   | Tim Gullikson  | 6-2, 6-3      |  |
| 2  | 13-08-1979 | , Stowe                    |           | 75 000 $ | Dur (ext.) | Jimmy Connors   | Mike Cahill    | 6-0, 6-1      |  |
| 3  | 11-08-1980 | , Stowe                    |           | 75 000 $ | Dur (ext.) | Robert Lutz     | Johan Kriek    | 6-3, 6-1      |  |
| 4  | 10-08-1981 | , Stowe                    |           | 75 000 $ | Dur (ext.) | Brian Gottfried | Tony Graham    | 6-3, 6-3      |  |
| 5  | 16-08-1982 | , Stowe                    |           | 75 000 $ | Dur (ext.) | Jay Lapidus     | Eric Fromm     | 6-4, 6-2      |  |
| 6  | 15-08-1983 | Head Tennis Classic, Stowe |           | 75 000 $ | Dur (ext.) | John Fitzgerald | Vijay Amritraj | 3-6, 6-2, 7-5 |  |

### Double
| No | Date       | Nom et lieu du tournoi     | Catégorie | Dotation | Surface    | Vainqueurs                  | Finalistes                   | Score         |  |
| -- | ---------- | -------------------------- | --------- | -------- | ---------- | --------------------------- | ---------------------------- | ------------- |  |
| 1  | 14-08-1978 | , Stowe                    |           | 75 000 $ | Dur (ext.) | Tim Gullikson Tom Gullikson | Mark Edmondson Kim Warwick   | 3-6, 7-6, 6-3 |  |
| 2  | 13-08-1979 | , Stowe                    |           | 75 000 $ | Dur (ext.) | Mike Cahill Steve Krulevitz | Anand Amritraj Colin Dibley  | 3-6, 6-3, 6-4 |  |
| 3  | 11-08-1980 | , Stowe                    |           | 75 000 $ | Dur (ext.) | Robert Lutz Bernard Mitton  | Ilie Năstase Ferdi Taygan    | 6-4, 6-3      |  |
| 4  | 10-08-1981 | , Stowe                    |           | 75 000 $ | Dur (ext.) | Johan Kriek Larry Stefanki  | Brian Gottfried Robert Lutz  | 2-6, 6-1, 6-2 |  |
| 5  | 16-08-1982 | , Stowe                    |           | 75 000 $ | Dur (ext.) | Andy Andrews John Sadri     | Eric Fromm Mike Fishbach     | 6-3, 6-4      |  |
| 6  | 15-08-1983 | Head Tennis Classic, Stowe |           | 75 000 $ | Dur (ext.) | Brad Drewett Kim Warwick    | Fritz Buehning Tom Gullikson | 4-6, 7-5, 6-2 |  |